# 不二川巴人
不二川 巴人（ふじかわ ともひと、1974年5月8日生まれ）は、日本の元ゲームシナリオライター。兵庫県伊丹市出身・現在住。
1999年に『にくきゅう』ブランドから、『でぇすて』の名義にて、『姉妹いじり～散ル花二輪』でデビュー。にくきゅう解散後は、名古屋のウィル（現・ウィルプラス）に移籍し、『めい☆ぷる』や、『人妻麻雀』などを手がける。
ウィル退職後は、フリーランスのシナリオライターとして活動。その頃の筆名は、『不二川“でぇすて”巴人』。純愛ジャンルから凌辱ジャンルまで、数多くのブランド及びタイトルに関わる。
しかしながら、持病の統合失調症の悪化等により、精神障害者福祉手帳の交付を受けたことを機に、業界からは引退。
現在は、“『自称』詩人”を名乗り、『療養に重きを置きつつ、好きな物を好きな時に書く』（本人のブログより）生活をしている。なお、著作物は主に、AmazonのKindleストアにて販売されている。

## 関連作
『壁の向こうの妻の嬌声(こえ)2』 ANIM
『Peee!!!のみている目の前で』 とろとろのゆで卵
『奪われた人妻-新婚妻に愛ある孕ませ-』 とろとろのゆで卵
『ご奉仕ナース～真夜中の強精コール～』HOT PINK
『世話焼きな幼なじみと初体験をするちょっと甘いお話し』 ケチャップ味のマヨネーズ
『牝教師4～穢された教壇～』 BISHOP
『偽骸(ぎがい)のアルルーナ』 でぼの巣製作所
『もしも用務員のおじさんが催眠を覚えたら…～女教師を淫らに堕とす、肉欲の法悦催眠～』 ANIM
『完璧なお嬢様のアヘ声性奴隷改造調教』 ケチャップ味のマヨネーズ
『メイド超狂イク～服従母娘、孤島の館で淫辱調教』BLACK RABBIT
『壁の向こうの妻の嬌声(こえ)～愛する妻の肢体(からだ)はもう、隣の旦那を忘れられない～』 ANIM
『くノ一獄悶帖２～美女剣士激闘編～』 ああかむ
『堕天の記憶 ～業～』 BLACK RABBIT
『ぜったい猟域☆セックス・ロワイアル!! ～無人島犯し合いバトル～』softhouse-seal GRANDEE
『Princess-Style』 METEOR
『リア充催眠～リアルが充実する催眠生活はじめました｡～』 C:drive
『しりこん☆まじっく～生まれる前からあなた専用?!～』 BISHOP
『性狂育～モンスターペアレントの理不尽な要求～』 CLOCKUP
『裏教師～背徳の淫悦授業～』 BISHOP
『ハッピー・ハーレム・スクリプト～こんなにＨな女の子が実在するワケがない！～』 アクトレス
『三射面談 ～連鎖する恥辱・調教の学園～』 BISHOP
『孕ませ修学旅行～そうだ、子作りに行こう～』 softhouse-seal
『りりかる！』 夢見奏
『RGH～恋とヒーローと学園と』 Chien
『おっぱいハート～彼女はケダモノ発情期ッ！？』 BISHOP
『少女剣士秋月蓮の押しかけ孕嫁生活～子作りは我が使命…受精するまで離さぬぞ! ～』 Norn
『絶対凌域！～時を止めるレイプ魔』 Crape
『ココロ保健室～キミとナイショのカウンセリング～』 かすたーど
『美畜母娘恥辱乱交～彼氏の前で穢されて』 じぃっすぽっと
『ちゅうちゅうナース』 ゆ～かりソフト
『淫触の辱夢』 ES-pot
『朝凪のアクアノーツ』
ドラマCD
『よつのは～雪が溶けきる、その前に』 マリン・エンタテインメント
ドラマCD
『HoneyComing～one more chime!～』 マリン・エンタテインメント
『教え子の誘惑 ～家庭教師淫猥レッスン～』 ローズティアラ
『らぶデス２』 TEATIME
『聖炎天使エレアノール』 SAGA PLANETS
↓ここまで『でぇすて』名義
『ましろぼたん』 Fizz
『おいしい魔法のとなえかた。』 C:drive
『ポコゲー～東方使節団凌辱記』 ポコブラック
『ポコゲー～触プレの遺跡』 ポコブラック
『ポコゲー～触ジャラの塔』 ポコブラック
『淫堕の姫騎士ジャンヌ ～オーガの仔種を注がれる気高き姫!～』 catwalk NERO
『かみさまの宿っ!』 WHITE CYC
『ちょっと素直にどんぶり感情』 ういんどみる
『コスってエイリアン！』 SCORE
『プリンセスブレイブ!～雀卓の騎士』 130cm
『まじれす!!～おまたせ♪Little-Wing～』 すたじおみりす（D.S.T.名義）
『はぁ・はぁ・テレパス～はじめてなのに超BINKAN～』 SAGA PLANETS
『ママさんバレー～乳ゆれまんせー～』 るチャ！
『セイレムの魔女たち』 ruf（ルーフ）
『人妻麻雀』 rouge
『めい☆ぷる』Sweet Basil
『独占』 ruf（ルーフ）
『ラグナ』 にくきゅう
『トレス・マリアス～３人の聖処女』 にくきゅう
『ラレンティア～熱情の都』 にくきゅう
『姉妹いじり～散ル花、二輪』にくきゅう

## 逸話
- 秋田魁新報社主宰の、『さきがけ文学賞』（第25回）において、応募作が最終選考まで残ったことがある。応募時の作品名は、『桜の想い出』。現在は『花見酒』と改題し、よしじまあたるの表紙イラストを添えて、Kindleストアで販売されている。[1]
- 36歳の時、産経新聞関西版の読者投稿エッセイコーナーである『夕焼けエッセー』に、本名で掲載されたことがある。[2]
- 現ニューヨーク・ヤンキースの田中将大と、日本のプロ野球巨人の坂本勇人は、同郷、かつ、同じ小学校の後輩にあたる。[3]
- 卒業した大学は私立甲南大学だが、演劇部活動に熱中したあまり、半年留年している。なお、専攻が臨床心理学だったため、自作の詩集を卒論として提出し8単位を取得した。[3]
- 新卒後はシステム開発会社に就職し、わずか1年間ではあるものの、プログラマー生活をしていた。
- 学生時代は役者になりたいと本気で思っており、13歳の頃、声優養成所のオーディションを受けて合格したことがある。[3]その他、鴻上尚史、増岡弘、塩屋翼のワークショップを受講したことも。[4]
- 声優の一条和矢とは、一条がアマチュア時代からの知人。

## 関連リンク
- D's NEST：不二川の個人ウェブサイト。プロデビューに至ったまでの創作物（ほぼ全てが成人向けのため、注意）を公開している。
- 『自称』詩人のチラシの裏：不二川の個人ブログ。ほぼ毎日更新されている。

| スタブアイコン | サブスタブ | この項目は、まだ閲覧者の調べものの参照としては役立たない、人物に関連した書きかけの項目です。この項目を加筆・訂正などしてくださる協力者を求めています（P:人物伝/PJ:人物伝）。 |